# Harley Davidson & The Marlboro Man
Harley Davidson & The Marlboro Man (Originaltitel: Harley Davidson and the Marlboro Man), der auch unter dem deutschen Alternativtitel Harley Davidson und der Marlboro-Mann (z. B. auf der dt. DVD) zu finden ist, ist ein US-amerikanischer Actionfilm des Regisseurs Simon Wincer aus dem Jahr 1991.
Der Film war trotz guter Besetzung ein finanzieller Flop, hat heute aber einen gewissen Kultstatus.

## Handlung
Die beiden Biker „Harley Davidson“ und „Marlboro Man“ (benannt nach Harley-Davidson und der Werbefigur Marlboro Man) wollen einem alten Freund, Pächter ihrer Stammkneipe, helfen, 2,5 Millionen Dollar für die im Jahr 1996 anstehende Pachtverlängerung seiner Bar zu beschaffen. Kurzentschlossen überfallen sie mit ein paar Freunden einen Geldtransporter jener Bank, an die die Pacht bezahlt werden soll. Nach dem Überfall bemerken sie, dass sie kein Geld, sondern eine Ladung der neuartigen Rauchdroge Crystal Dream erbeutet haben, denn die Bank ist in Wahrheit nur die getarnte Geschäftszentrale eines mächtigen Drogendealers.
Da sie nicht selbst zu Drogenhändlern werden wollen, versuchen sie, die Drogen bei der Bank gegen 2,5 Millionen Dollar einzutauschen, was zunächst sogar gelingt. Allerdings werden sie nun von fünf Killern des Drogenbosses gejagt. Harley Davidson und der Marlboro Man haben das Glück auf ihrer Seite und schaffen es am Ende sogar, bis in das Büro des Bösewichts vorzudringen und diesen unschädlich zu machen.

## Kritik
Lexikon des internationalen Films: „Formal unambitionierte Actionkomödie, inszeniert in Form eines modernen Western (der im Jahr 1996 angesiedelt ist), die dank ihres Witzes und einiger ironischer Brechungen solide Unterhaltung beschert.“